# Marshfield (Village)
Marshfield ist ein Village in der Town Marshfield im Washington County des Bundesstaates Vermont in den Vereinigten Staaten mit 229 Einwohnern (laut Volkszählung von 2020). Marshfield liegt im Norden der Town Marshfield von der es politisch und verwaltungstechnisch abhängig ist. In westöstlicher Richtung verläuft durch den Ortskern des Villages der U.S. Highway 2, von dem die Vermont State Route 215 in nördlicher Richtung abzweigt. Dort folgt die State Route dem Verlauf des Winooski Rivers, so wie der Highway im Süden, bis zum Abzweig der State Route.

## Geschichte

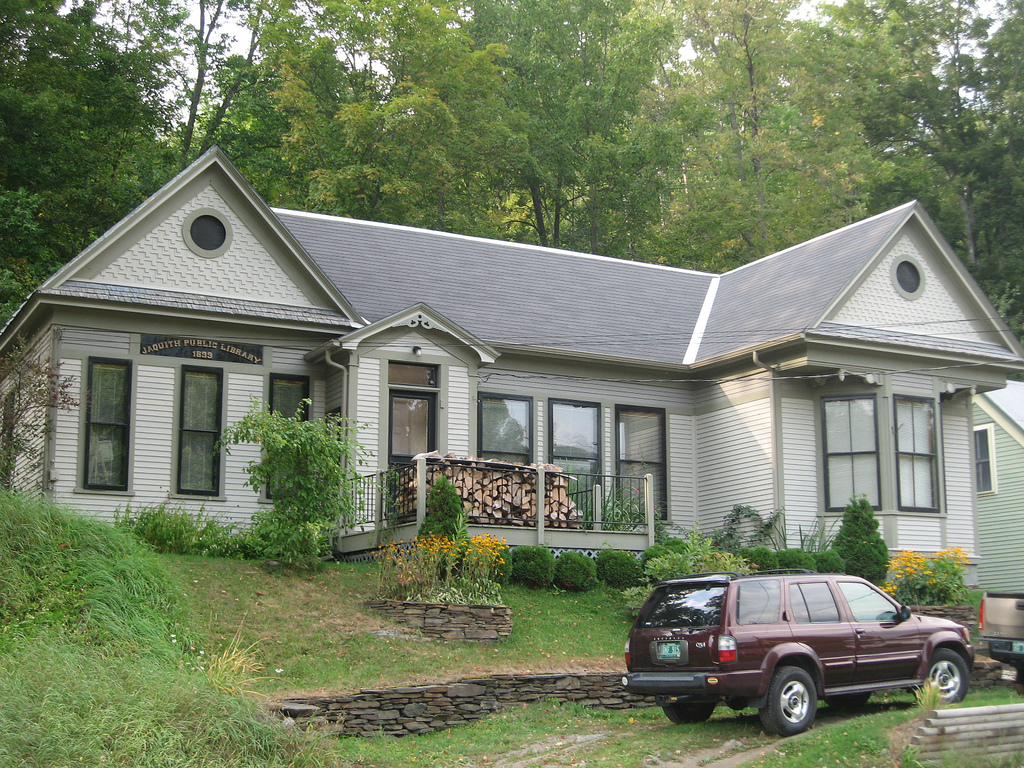
Jaquith Public Library

Nach einigen Problemen bekam Issac Marsh im Jahr 1790 den Grant für ein Gebiet, welches den Namen Marshfield erhielt, zugesprochen. Eine Ansiedlung entstand an der Postkutschenroute Cabot, Danville, Montpelier. Hier mündeten auch die Straßen, die die verstreuten Farmen mit dem Village und den hier vorhandenen Mühlen verbanden. Durch die Anbindung an die Montpelier and Wells River Railroad blühte das Village weiter auf. Die Trasse führt nur wenige hundert Meter südlich des Villages vorbei und dort wurde auch eine Haltestelle gebaut.
Mit eigenständigen Rechten wurde das Village Marshfield im Jahr 1911 versehen.
Im Village befinden sich die Friedhöfe Wooster Cementary im Osten und Hudson Cementary im Westen.

### Einwohnerentwicklung
| Jahr      | 1900 | 1910 | 1920 | 1930 | 1940 | 1950 | 1960 | 1970 | 1980 | 1990 |
| --------- | ---- | ---- | ---- | ---- | ---- | ---- | ---- | ---- | ---- | ---- |
| Einwohner |      |      |      | 244  | 207  | 292  | 274  | 313  | 322  | -    |
| Jahr      | 2000 | 2010 | 2020 | 2030 | 2040 | 2050 | 2060 | 2070 | 2080 | 2090 |
| Einwohner | 262  | 273  | 229  |      |      |      |      |      |      |      |

Volkszählungsergebnis Marchfield Village, Vermont